# またまたあぶない刑事
『またまたあぶない刑事』（またまたあぶないデカ）は、1988年7月2日に東映洋画系で公開された日本映画である。『あぶない刑事』劇場版シリーズの第2作。
キャッチコピーは「※性格、過激。※弱点、美人。」「胸さわぎを、アゲイン。」「今度の獲物も、しまつする。」「ヨコハマの、凶器。」「ハマのヤマにケリをつける。」。

## 概要
前作『あぶない刑事』のヒットを受けて製作された劇場版第2作であり、一倉治雄の映画監督デビュー作である。配給収入は10億5000万円を記録。1988年邦画配収第8位にランクインし、同年配収第4位だった前作と併せてのトップテン入りを達成した。劇場版では唯一、「RUNNING SHOT」が使用されていない作品である。
同時上映は『・ふ・た・り・ぼ・っ・ち・』。

## ストーリー
鷹山と大下は長峰由紀夫という企業経営者を捜査していた。長峰は若き財界人としての表の顔を持つ反面、賭博・売春・麻薬など様々な非合法ビジネスへの関与が囁かれる疑惑の人物であった。
ある夜、長峰の息のかかった麻薬密売人・緒方充を逮捕するが、翌朝には長峰の顧問弁護士が港署を訪れ、証拠不十分で釈放されてしまう。その直後、鷹山たちの元に緒方から保護を求める電話が入るが、その最中に緒方は何者かに射殺されてしまう。緒方が今際に遺した「爆破」というキーワードにより、長峰が大規模なテロ行為を計画している疑いが出たが、緒方が消されたことで手がかりは絶たれた。そこで鷹山と大下は、長峰の密着取材を行っているルポライター・萩原博美に情報交換の協力を求める。
そんな折、港署管内で名門幼稚園の園児全員が通園バスごと誘拐されるという事件が発生する。人質の園児には国家機密法案反対派の急先鋒と言われる代議士・沢口の実娘もいた。取引工作の末に園児たちは無事に解放されたものの、身代金12億円は運搬役の警備員に紛れ込んでいた犯人一味によって強奪されてしまう。その日の夜、博美との情報交換で、誘拐事件の実行犯グループに長峰の手下・佐久間龍二がいたことが判明し、誘拐も長峰の主導で行われた疑いが濃厚になった。
鷹山と大下は博美からの情報を元に佐久間の潜伏先を急襲するも、佐久間は先手を打って二人の行動を封じ、奪った身代金の一部である2億円と引き換えに捜査から手を引くよう迫る。目先の大金に思わず眼が眩み、そのオファーを承諾してしまう鷹山と大下だったが、やがて二人の身に長峰の仕掛けた巧妙なトラップが次々と襲い掛かる。

## 登場人物
長峰由紀夫
長峰エンタープライズ社長。若手実業家として政財界から大きな注目を集めている一方、売春、麻薬など様々な犯罪ビジネスへの関与が噂される。さらには国家機密法案を推進する政府配下の非合法エージェントという裏の顔も持ち、集団誘拐や自衛隊物資輸送列車を狙った偽装テロなどの破壊工作を指揮して反対派への牽制を図っていた。
劇中では背後に控える巨大な政治力を駆使して県警本部をも動かし、執拗に鷹山と大下の抹殺を企む。
萩原博美
編集プロダクションに勤務するルポライター。「横浜の若手実業家の素顔を広く宣伝する」という口実で長峰に接近し密着取材を続けていた。
鷹山たちに協力する素振りを見せながら裏ではその動向を長峰に密告していたが、二人の自由奔放な生き様に触れるうちに少しずつ感情を変化させた末、ある決意を固める。
佐久間竜二
長峰が統括する工作部隊のリーダー格。園児集団誘拐で手に入れた身代金2億円をエサに、鷹山と大下の買収を図る。
緒方充
長峰が運営するコカイン密売組織の末端構成員。本人の意図しないところで長峰の破壊計画に巻き込まれ、鷹山たちに保護を求めた直後、佐久間に殺害された。
矢野
長峰エンタープライズの顧問弁護士。

## キャスト
- 鷹山敏樹：舘ひろし
- 真山薫：浅野温子
- 町田透：仲村トオル
- 松村優子：木の実ナナ
- 田中文男：ベンガル
- 吉井浩一：山西道広
- 鈴江秀夫：御木裕
- 吉田春彦：秋山武史
- 谷村進：衣笠健二
- 愛川史郎：飯島大介
- 武田竜：堀内孝仁
- 長峰由紀夫：伊武雅刀
- 萩原博美：宮崎美子
- 緒方充：飯山弘章
- 矢野：有川博
- 佐久間龍二：片桐竜次
- 新田刑事部長：堀田真三
- 田山：浪速のロッキー（赤井英和）
- 前島：長江英和
- 長峰の手下：椎谷建治、大谷朗、友金敏雄、南雲祐介
- 宮崎刑事：井上高志
- 警官：野瀬哲男
- 西条：平野稔
- 小出：神田雄次
- 近藤卓造：中条静夫
- 大下勇次：柴田恭兵

## スタッフ
- 企画 - 岡田晋吉、清水欣也（NTV）、黒澤満
- プロデューサー - 初川則夫（NTV）、伊地智啓
- 脚本 - 柏原寛司、大川俊道
- 撮影 - 藤沢順一（J.S.C）
- 照明 - 井上幸男
- 美術 - 小林正義（石原プロモーション）
- 録音 - 佐藤泰博（石原プロモーション）
- 編集 - 山田真司
- 助監督 - 辻井孝夫
- キャスティング - 飯塚滋
- 記録 - 桑原みどり
- 撮影（別班） - 志満義之、志賀葉一（J.S.C）
- 製作担当 - 服部紹男
- 音楽 - 志熊研三
- 音楽監督 - 鈴木清司
- 音楽プロデューサー - 高桑忠男（東映音楽出版）
- エンディングテーマ - 舘ひろし「翼を拡げて〜open your heart〜」
  - 作詞・作曲 - 舘ひろし
  - 編曲 - 神林早人
- 挿入歌 - 柴田恭兵「GET DOWN」
  - 作詞 - さがらよしあき
  - 作曲 - 深町栄
  - 編曲 - 中村哲
- オリジナルサウンドトラック盤 - ファンハウス
- 音響効果 - 渡部健一（東洋音響）
- 録音スタジオ - にっかつスタジオセンター
- 装飾 - ポパイアート
- 小道具 - 高津映画装飾
- 現像 - 東映化学
- 協賛 - 太陽石油
- 協力 - 日産自動車、くろがね工作所、明星電気、SONY
- 製作協力 - セントラル・アーツ
- 配給 - 東映クラシック・フィルム
- 監督 - 一倉治雄
- 東映 = 日本テレビ放送網提携作品

## 映像ソフト
DVD
2002年9月21日発売。販売元：東映ビデオ　DSTD02122／4,500円（税別）
- カラー本編95分

映像特典
- フォトギャラリー、タカ＆ユージ スクランブルパーティをアゲイン（メイキング）、予告篇

※2010年6月1日期間限定プライスオフ発売。（ニュープリント・コンポーネントマスター）DCTD02122／3,000円（税別）／片面2層／1.主音声：モノラル／16：9LB
※2012年6月1日東映55キャンペーンプライスオフ発売。DUTD02122／2,800円（税別）／片面2層／1．主音声:モノラル／16:9 LB
Blu-ray
2012年9月21日発売。販売元：東映ビデオ　BSTD02122／4,800円（税別）/本編95分/1層/ドルビーTrueHD(モノラル)/16:9【1080p Hi-Def】
映像特典
- スタッフ座談会 ‐あぶデカをつくった男たち‐ （丸山昇一×柏原寛司×一倉治雄）、タカ&ユージのスクランブルパーティーをアゲイン（メイキング）、『あぶない刑事』劇場6作品予告編集、フォトギャラリー

Hulu
2018年5月4日さらばあぶない刑事と同時に配信開始。

## 地上波放送履歴
4回目を除き、日本テレビ系「金曜ロードショー」での放送。
| 回数  | 放送日         |
| ----- | -------------- |
| 初回  | 1989年10月6日  |
| 2回目 | 1992年2月7日   |
| 3回目 | 1993年6月11日  |
| 4回目 | 1994年12月22日 |
| 5回目 | 1998年3月20日  |
| 6回目 | 2001年4月20日  |